# Frédérick Bousquet

Frédérick Bousquet, född 8 april 1981 i Perpignan, är en fransk simmare. 
Bousquet var tidigare världsrekordhållare på 50 meter frisim med tiden 20,94 på långbana, satt den 26 april 2009 vid de franska mästerskapen. Eftersom rekordet sattes när han simmade i en förbjuden prestationshöjande dräkt tvekade FINA med sitt beslut om rekordet skulle accepteras eller inte. I juli 2009 accepterade FINA rekordet efter att man justerat hans dräkt. Han har tre individuella medaljer från världsmästerskapen i simsport och ingick i det franska lag som tog silver på 4x100 meter frisim vid OS 2008.
Bousquet har tillsammans med den franska simmerskan Laure Manaudou en dotter, född i april 2010.